# Лапортея
Лапортея (лат. Laportea) — род растений семейства Крапивные (Urticaceae). Представители рода — травянистые, однолетние или многолетние растения. Как и у многих растений семейства крапивных, имеются жгучие волоски. На одном и том же растении есть жгучие и не жгучие волоски. Род был назван в честь французского натуралиста Франсиса де Лапорта де Кастельно.

## Ботаническое описание

### Вегетативная система
Виды Laportea являются однолетними или многолетними травянистыми растениями или полукустарниками. Большинство видов достигают высоты роста от 1 до 1,5 метров. Надземные части растения покрыты жгучими волосками длиной менее 5 миллиметров.
Поочередно расположенные листья делятся на черешок и листовую пластинку. Простые листовые пластинки, похожие на пергамент, имеют узко-овальную или округлую форму и в основном грубые, зубчатые или зазубренные. Внутричерешковые прилистники сросшиеся, кроме вершины, и стоят между черешком и стеблем; но они обычно рано опадают.

### Генеративная система
Виды Laportea бывают однодомными или двудомными. Соцветия боковые и верхушечные, состоят из кистей или колосовидно расположенных рыхло извитых зимовидных частичных соцветий. Цветки всегда однополые, у большинства видов все цветки соцветия одного пола. Если в соцветиях есть прицветники, то они крошечные.
Мужские цветки имеют четыре или пять одинаковых прицветников и четыре или пять тычинок. Женские цветки имеют два или обычно четыре прицветника, причем внешние намного меньше двух боковых. Удлиненный или крючковатый грифель остается до созревания плода.
Семянки уплощенные, от яйцевидных до полушаровидных.

## Виды

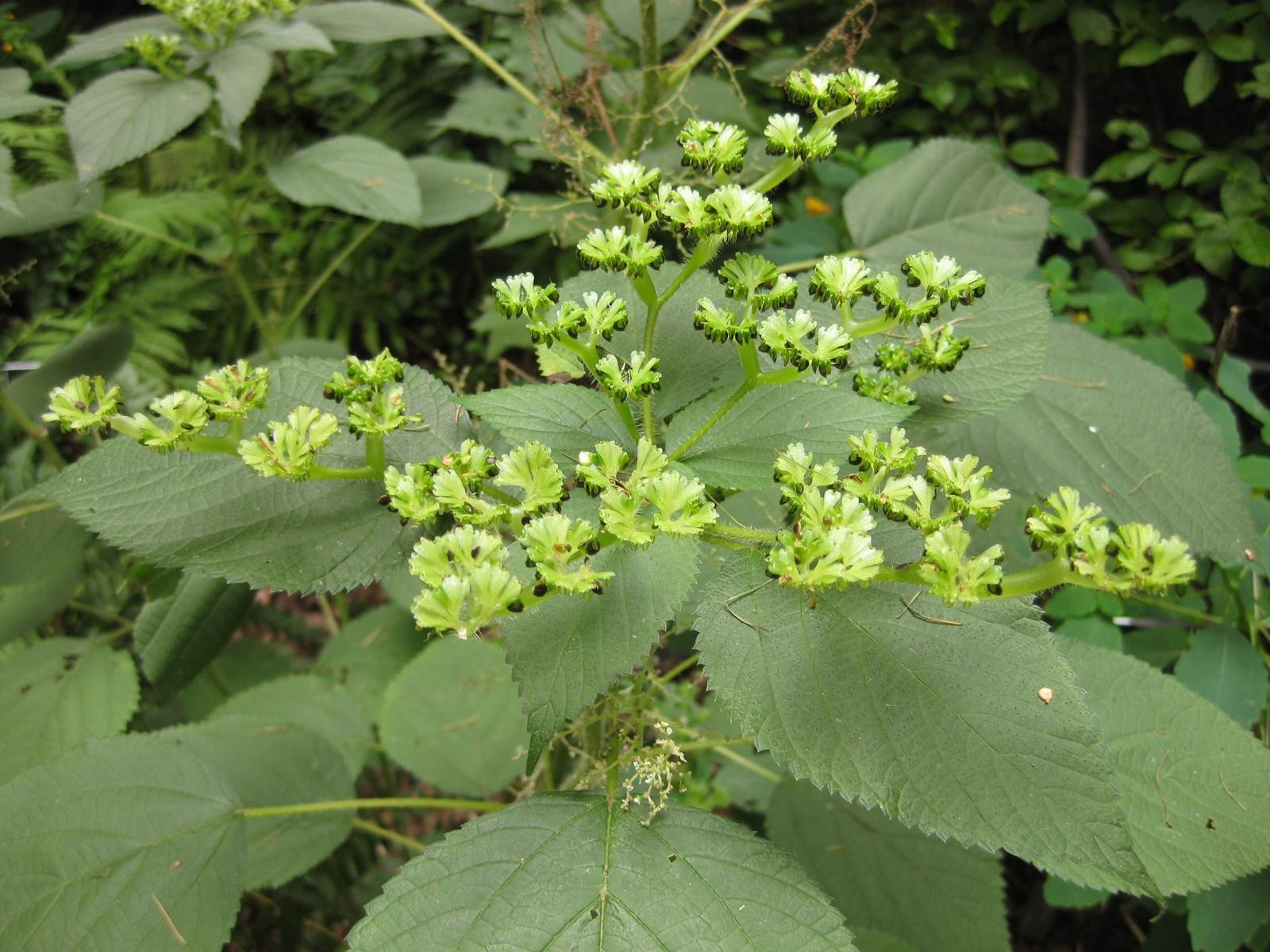
Laportea canadensis

По состоянию на август 2020 согласно Plants of the World Online род Laportea включает 36 видов:
- Laportea aestuans (L.) Chew — West Indian woodnettle
- Laportea alatipes Hook.f.
- Laportea amberana (Baker) Leandri
- Laportea americana Gaudich.
- Laportea armata Warb.
- Laportea bulbifera (Siebold & Zucc.) Wedd.
- Laportea canadensis (L.) Wedd. — Canada nettle
- Laportea cuneata (A.Rich.) Chew
- Laportea cuspidata (Wedd.) Friis
- Laportea decumana (Roxb.) Wedd.
- Laportea disepala (Gagnep.) Chew
- Laportea floribunda (Baker) Leandri
- Laportea fujianensis C.J.Chen
- Laportea glabra Ridl.
- Laportea grossa (Wedd.) Chew — spotted nettle
- Laportea humblotii (Baill.) Friis
- Laportea humilis Lauterb.
- Laportea interrupta (L.) Chew
- Laportea lageensis W.T.Wang
- Laportea lanceolata (Engl.) Chew
- Laportea laxiflora Wedd.
- Laportea mammosisetosa H.J.P.Winkl.
- Laportea medogensis C.J.Chen
- Laportea mooreana (Hiern) Chew
- Laportea oligoloba (Baker) Friis
- Laportea ovalifolia (Schumach. & Thonn.) Chew
- Laportea peduncularis (Wedd.) Chew — river nettle
- Laportea pedunculata K.Schum. & Lauterb.
- Laportea perrieri Leandri
- Laportea ruderalis (G.Forst.) Chew
- Laportea septentrionalis Leandri
- Laportea stolonifera Bhellum & B.Singh
- Laportea sumatrana Merr.
- Laportea ventricosa Gagnep.
- Laportea violacea Gagnep.
- Laportea weddellii Leandri